# Dialetologia
A dialetologia (AO1945: dialectologia) (do grego antigo διάλεκτος, dialektos, "fala", "dialeto", e -λογία, -logia) é o estudo da variação geográfica e sociolinguística da língua, ou seja, o estudo científico dos dialetos linguísticos, um campo da sociolinguística que estuda as variações idiomáticas baseadas primordialmente na distribuição geográfica e características associadas.  A dialetologia trata de tópicos como a divergência entre dois dialetos locais a partir de um ancestral comum, e sua variação sincrônica, descreve comparativamente os diferentes sistemas ou dialetos em que uma língua se diversifica no espaço e lhe estabelece seus limites. 
Nasceu das pesquisas dos neogramáticos que visavam estabelecer as leis fonéticas, e foi concebida de maneira sistemática pelos trabalhos do linguista alemão George Wenker e do francês Jules Gilliéron. 
Os dialetólogos preocupam-se primordialmente com as características gramaticais e fonológicas que correspondem a determinadas áreas. Assim, costumam estudar populações que viveram em determinadas regiões por um período de diversas gerações, bem como grupos migratórios que levaram seus idiomas a novas áreas.  Entre os conceitos comumente estudados da dialetologia estão o problema da inteligibilidade mútua na definição de línguas e dialetos, as situações de diglossia, na qual dois dialetos são usados para diferentes funções, contínuos dialetais que incluem um determinado número de dialetos parcialmente inteligíveis mutuamente, e o pluricentrismo, no qual aquela que é essencialmente uma única língua, geneticamente, existe na forma de duas ou mais variantes padrão. O folclorista brasileiro Amadeu Amaral é um dos  expoentes da Dialetotogia na Língua Portuguesa falada no Brasil   
O linguista americano William Labov é um dos mais célebres pesquisadores deste campo.   O termo é utilizado por vezes como simples sinônimo de geografia linguística, ou para a descrição de falas tomadas isoladamente, sem referência às falas vizinhas ou da mesma família. 

## Generalidades
A dialetologia estuda variações na linguagem com base principalmente na distribuição geográfica e suas características associadas. A dialetologia trata tópicos como divergência de dois dialetos locais de um ancestral comum e variação sincrônica. Em última análise, os dialetologistas estão preocupados com as características gramaticais, lexicais e fonológicas que correspondem a áreas regionais. Assim, eles geralmente lidam não apenas com populações que vivem em determinadas áreas há gerações, mas também com grupos de migrantes que trazem suas línguas para novas áreas, o chamado contato linguistico. 
Conceitos comumente estudados em dialetologia incluem o problema da inteligibilidade mútua na definição de línguas e dialetos; situações de diglossia , onde dois dialetos são usados para funções diferentes; dialeto contínuo incluindo vários dialetos parcialmente inteligíveis entre si; e pluricentrismo , onde o que é essencialmente uma única linguagem genética existe como duas ou mais variedades padrão. Hans Kurath e William Labov estão entre os pesquisadores mais proeminentes neste campo. 

## Dialeto, geoleto e socioleto
O estudo sistemático da geografia linguística que começou no século 19 e da sociolinguística que começou no século 20 revelou que toda variedade de linguagem apresenta variações de quatro tipos principais: 
- Variações estilísticas, que ocorrem na fala de um mesmo indivíduo dependendo da situação (linguagem formal ou informal, falada ou escrita, etc.). [2]
- Variações geográficas , pelas quais a fala de uma localidade apresenta pequenas variações no uso, frequência e forma de certos elementos linguísticos em relação à fala de localidades vizinhas localizadas a uma certa distância. Quando um determinado aspecto é estudado, observa-se que o discurso de pequenas áreas é razoavelmente homogêneo, e por isso a variedade geográfica ou grupo razoavelmente homogêneo deles é informalmente designado como geoleto (naturalmente, o grau de homogeneidade exigido depende do tipo de propósito do estudo).  [2]
- Variações históricas ou temporais, o estudo dos textos escritos mais antigos das línguas revela que existem elementos linguísticos que mudam de forma ou caem em desuso junto com outros novos elementos que aparecem e são incorporados à língua. Também o fato de a fala dos mais velhos poder diferir sistematicamente da dos mais jovens revela que a linguagem muda pouco de geração para geração. [2]
- Variações sociais, uma vez que as sociedades humanas apresentam estratificação social e classes sociais, pessoas de um determinado grupo étnico, socioeconômico ou religioso se relacionam em maior medida com pessoas de seu grupo social o que faz com que o discurso de determinados grupos principalmente socioeconômicos apresentem homogeneidade mas diferem sistematicamente da variedade usada por outros grupos. Assim, é um fato conhecido que as variantes linguísticas da classe trabalhadora diferem sistematicamente daquelas das classes dominantes, em vários aspectos. A consciência deste tipo de traços leva à estigmatização de certas formas e constrangimento de outras. O termo socioleto é usado para designar o discurso relativamente homogêneo de uma classe ou grupo social. [2]

## Variação geográfica
A variação geográfica se deve ao fato de que regiões bem conectadas entre si tendem a compartilhar formas, enquanto regiões com menos contato umas com as outras tendem a evoluir de forma divergente. Nos primórdios da dialetologia, a variação intralinguística era considerada basicamente geográfica. No entanto, estudos mais detalhados revelaram variação sociolinguística, em que a idade do falante, o nível socioeconômico ou o gênero influenciaram a frequência das formas. Esse fato tornou difícil falar sempre de dialetos geográficos puros e levou a dialetologia a ser considerada parte da sociolinguística. 

## Variação social
A variação social está ligada a fatores sociais como o nível educacional dos falantes, a idade do falante ou o sexo do falante. Cada falante tem vínculos sociais mais fortes com falantes de um determinado grupo, afinal a força desses vínculos e a frequência com que o falante tem trocas comunicativas com pessoas de um determinado grupo tem um efeito de convergência com aquele grupo. 
Além disso, dentro de um determinado grupo, um certo traço fonético, um certo turno ou uma certa forma lexical podem ser prestigiosos. Os falantes identificados com um determinado grupo só serão tentados a seguir as inovações fonéticas ou lexicais de seu grupo preferido, de modo que a convivência de pessoas com diferentes identificações de grupo nem sempre leva à convergência. Além disso, a tentativa de marcar a solidariedade com determinado grupo e não com o rival pode levar à criação de diferenças mais marcantes do que aquelas que ocorrem na variação linguística.natureza da língua. Assim, por exemplo, a geração mais jovem tende a copiar os usos inovadores de outros jovens e reluta em usar palavras em desuso. Pelo contrário, a geração mais velha tende a ignorar os usos dos mais jovens. De fato, foi possível comprovar que a mudança linguística ocorre mais por substituição geracional do que por fatores de convivência prolongada com outros grupos. 

## História

### Dialetos do Inglês
Em Londres, houve comentários sobre os diferentes dialetos registrados em fontes do século XII, e um grande número de glossários de dialetos (com foco no vocabulário) foram publicados no século XIX.  Os filólogos também estudavam dialetos, pois preservavam formas anteriores de palavras. 
Na Grã-Bretanha, o filólogo Alexander John Ellis descreveu a pronúncia dos dialetos ingleses em um sistema fonético inicial no volume 5 de sua série On Early English Pronunciation. A Sociedade do Dialeto Inglês foi posteriormente criada por Joseph Wright para registrar as palavras do dialeto nas Ilhas Britânicas. Isso culminou na produção do Dicionário de Dialeto Inglês de seis volumes em 1905. A Sociedade de Dialeto Inglês foi então dissolvida, pois seu trabalho foi considerado completo, embora algumas filiais regionais (por exemplo, a Sociedade de Dialeto de Yorkshire) ainda funcionem hoje. 
Os estudos tradicionais em Dialetologia visavam, em geral, a produção de mapas dialetais, em que linhas imaginárias eram desenhadas sobre um mapa para indicar diferentes áreas dialetais. O afastamento dos métodos tradicionais de estudo da língua, no entanto, fez com que os linguistas se preocupassem mais com os fatores sociais. Os dialetólogos, portanto, começaram a estudar a variação social e regional. O Atlas Linguístico dos Estados Unidos (década de 1930) foi um dos primeiros estudos de dialetos a levar em conta fatores sociais. 
Sob a liderança de Harold Orton, a Universidade de Leeds tornou-se um centro para o estudo do dialeto inglês e criou um Instituto de Estudos de Dialeto e Vida Folclórica. Na década de 1950, a universidade realizou uma pesquisa sobre dialetos do inglês que cobriu toda a Inglaterra, algumas áreas limítrofes do País de Gales e da Ilha de Man. Além disso, a Universidade realizou mais de 100 monografias dialetais antes da morte de Harold Orton em 1975.  O Instituto fechou em setembro de 1983 para acomodar cortes orçamentários para a Universidade, mas seus estudos dialetológicos agora fazem parte de uma coleção especial, o Arquivo de Cultura Vernacular de Leeds, na Biblioteca Brotherton da Universidade. 
Essa mudança de interesse consequentemente viu o nascimento da Sociolinguística , que é uma mistura de dialetologia e ciências sociais. No entanto, Graham Shorrocks argumentou que sempre houve um elemento sociológico na dialetologia e que muitas das conclusões dos sociolinguistas (por exemplo, as relações com gênero, classe e idade) podem ser encontradas em trabalhos anteriores de dialetologistas tradicionais. 
Nos Estados Unidos, Hans Kurath iniciou o projeto Atlas Linguístico dos Estados Unidos na década de 1930, destinado a consistir em uma série de estudos dialetológicos aprofundados de regiões do país. O primeiro deles, o Atlas Linguístico da Nova Inglaterra, foi publicado em 1939. Trabalhos posteriores no mesmo projeto foram publicados ou planejados para os estados do Atlântico Médio e do Atlântico Sul, para os Estados do Centro-Norte, para o Centro-Oeste Superior, para os Estados das Montanhas Rochosas, para a Costa do Pacífico e para os Estados do Golfo, embora em menor grau de detalhamento devido à enorme quantidade de trabalho que seria necessário para processar completamente os dados. 
Estudos posteriores em larga escala e influentes da dialetologia americana incluíram o Dictionary of American Regional English, baseado em dados coletados na década de 1960 e publicados entre 1985 e 2013, com foco no léxico; e o Atlas of North American English, baseado em dados coletados na década de 1990 e publicados em 2006, com foco na pronúncia. 

### Dialetos do francês
Jules Gillieron publicou um atlas linguístico de 25 locais de língua francesa na Suíça em 1880. Em 1888, Gillieron respondeu a uma chamada de Gaston Paris para um levantamento dos dialetos do francês, provavelmente substituído pelo francês padrão em um futuro próximo, por propondo o Atlas Linguistique de la France. O principal pesquisador de campo do atlas, Edmond Edmont, pesquisou 639 localidades rurais em áreas de língua francesa da França, Bélgica, Suíça e Itália. O questionário inicialmente incluía 1.400 itens, mas posteriormente aumentou para mais de 1.900. O atlas foi publicado em 13 volumes entre 1902 e 1910. 

### Dialetos do alemão
O primeiro estudo comparativo de dialetos na Alemanha foi The Dialects of Bavaria em 1821 por Johann Andreas Schmeller, que incluiu um atlas linguístico. 
Em 1873, um pároco chamado L. Liebich pesquisou as áreas de língua alemã da Alsácia por meio de um questionário postal que cobria fonologia e gramática. Ele nunca publicou nenhuma de suas descobertas. 
Em 1876, Eduard Sievers publicou Elements of Phonetics e um grupo de estudiosos formou a escola neogramática. Este trabalho em linguística afetou a dialetologia nos países de língua alemã. No mesmo ano, Jost Winteler publicou uma monografia sobre o dialeto de Kerenzen no cantão de Glarus, na Suíça, que se tornou um modelo para monografias sobre dialetos particulares. 
Também em 1876, Georg Wenker, um jovem professor de Düsseldorf , enviou questionários postais pelo norte da Alemanha. Esses questionários postais continham uma lista de frases escritas em alemão padrão. Essas frases foram então transcritas para o dialeto local, refletindo as diferenças dialetais. Mais tarde, ele expandiu seu trabalho para cobrir todo o Império Alemão, incluindo dialetos no leste que foram extintos desde que o território foi perdido para a Alemanha. O trabalho de Wenker mais tarde se tornou o atlas da lingua alemãna Universidade de Marburg . Após a morte de Wenker em 1911, o trabalho continuou sob Ferdinand Wrede e questionários posteriores cobriram a Áustria e a Alemanha. 

### Dialetos do italiano e do corso
O primeiro tratamento dos dialetos italianos é fornecido por Dante Alighieri em seu tratado "De vulgari eloquentia" no início do século XIV. O fundador da dialetologia científica na Itália foi Graziadio Isaia Ascoli , que, em 1873 , fundou a revistaarquivo glotológico italiano, ainda hoje ativa junto com L'Italia dialettale, fundada por Clemente Merlo em 1924. Depois de concluir seu trabalho na França, Edmond Edmont pesquisou 44 locais na Córsega para o Atlas Linguistique de la Corse. Dois estudantes do atlas francês chamados Karl Jaberg e Jakob Jud pesquisaram dialetos italianos na Itália e no sul da Suíça no Sprach- und Sachatlas Italiens und der Südschweiz.  Esta pesquisa influenciou o trabalho de Hans Kurath nos EUA. 

### Dialetos de escoceses e gaélicos
A Pesquisa Linguística da Escócia começou em 1949 na Universidade de Edimburgo.  A primeira parte da pesquisa pesquisou dialetos dos escoceses nas planícies escocesas , nas ilhas Shetland , nas ilhas Orkney, na Irlanda do Norte e nos dois  ondados mais ao norte da Inglaterra: Cumberland (desde que se fundiu com Cumbria ) e Northumberland. Três volumes de resultados foram publicados entre 1975 e 1985.  A segunda parte estudou dialetos do gaélico, incluindo o uso misto de gaélico e inglês, nas Terras Altas da Escócia e nas Ilhas Ocidentais. Os resultados foram publicados sob Cathair Ó Dochartaigh em cinco volumes entre 1994 e 1997. 

## Métodos de coleta de dados
Uma variedade de métodos é usada para coletar dados sobre dialetos regionais e escolher o informante de quem coletá-los. A pesquisa inicial de dialetos, focada em documentar as formas mais conservadoras de dialetos regionais, menos contaminadas por mudanças contínuas ou contato com outros dialetos, concentrava-se principalmente na coleta de dados de informantes mais velhos em áreas rurais. Mais recentemente, sob o guarda-chuva da sociolinguística, a dialetologia desenvolveu maior interesse pelas inovações linguísticas em curso que diferenciam as regiões umas das outras, atraindo mais atenção para a fala de falantes mais jovens nos centros urbanos. 
Algumas das primeiras dialetologias coletaram dados através do uso de questionários escritos pedindo aos informantes que relatassem características de seu dialeto. Essa metodologia voltou a crescer nas últimas décadas,  especialmente com a disponibilidade de questionários online que podem coletar dados de um grande número de informantes com pouco custo para o pesquisador. 
A pesquisa de dialetos no século 20 usou predominantemente questionários de entrevista face a face para coletar dados. Existem dois tipos principais de questionários; direto e indireto. Pesquisadores que usam para suas entrevistas face a face o método direto apresentarão ao informante um conjunto de perguntas que exigem uma resposta específica e são projetadas para coletar informações lexicais ou fonológicas. Por exemplo, o linguista pode perguntar ao sujeito o nome de vários itens, ou pedir que ele repita certas palavras. 
Os questionários indiretos geralmente são mais abertos e demoram mais para serem concluídos do que os questionários diretos. Um pesquisador usando esse método se sentará com um assunto e iniciará uma conversa sobre um tópico específico. Por exemplo, ele pode questionar o sujeito sobre trabalho agrícola, alimentação e culinária, ou algum outro assunto, e coletar informações lexicais e fonológicas a partir das informações fornecidas pelo sujeito. O pesquisador também pode iniciar uma frase, mas deixar que o sujeito a termine por ele, ou fazer uma pergunta que não exija uma resposta específica, como "Quais são as plantas e árvores mais comuns por aqui?"  A entrevista sociolinguística também pode ser usado para propósitos dialetológicos, nos quais os informantes estão envolvidos em um conversa longa e aberta destinada a permitir que eles produzam um grande volume de fala em um estilo vernáculo. 
Enquanto variações lexicais, fonológicas e flexionais podem ser facilmente discernidas, informações relacionadas a formas maiores de variação sintática são muito mais difíceis de coletar. Outro problema é que os informantes podem se sentir inibidos e abster-se de usar recursos dialetais.  Os pesquisadores podem coletar trechos relevantes de livros escritos total ou parcialmente em um dialeto. A principal desvantagem é a autenticidade do material, que pode ser difícil de verificar.  Desde o advento das mídias sociais, tornou-se possível para os pesquisadores coletar grandes volumes de postagens com geotags de plataformas como o Twitter, a fim de documentar diferenças regionais na forma como a linguagem é usada em tais postagens. 

## Inteligibilidade mútua
Alguns tentaram distinguir dialetos de línguas dizendo que dialetos da mesma língua são compreensíveis entre si. A natureza insustentável da aplicação contundente deste critério é demonstrada pelo caso do italiano e do espanhol citados abaixo. Embora os falantes nativos dos dois possam desfrutar de um entendimento mútuo que varia de limitado a considerável, dependendo do tópico da discussão e da experiência dos falantes com a variedade linguística, poucas pessoas gostariam de classificar o italiano e o espanhol como dialetos da mesma língua em qualquer sentido que não fosse histórico. O Espanhol e italiano são semelhantes e, em diferentes graus, mutuamente compreensíveis, mas fonologia, sintaxe, morfologia e léxico são suficientemente distintos que os dois não podem ser considerados dialetos da mesma língua (mas do ancestral comum latino). 

## Diglossia
Outro problema ocorre no caso da diglossia, usada para descrever uma situação em que, em uma determinada sociedade, existem duas línguas intimamente relacionadas, uma de alto prestígio, que geralmente é usada pelo governo e em textos formais, e outra de baixo prestígio. prestígio, que geralmente é a língua vernácula falada . Um exemplo disso é o sânscrito , que era considerado a maneira correta de falar no norte da Índia , mas era acessível apenas pela classe alta, e o prakrit que era o discurso comum (e informal ou vernacular ) na época.  Graus variados de diglossia ainda são comuns em muitas sociedades ao redor do mundo. 

## Dialetos
Um contínuo (continuum) de dialeto é uma rede de dialetos em que dialetos geograficamente adjacentes são mutuamente compreensíveis, mas com compreensibilidade diminuindo constantemente à medida que a distância entre os dialetos aumenta. Um exemplo é o continuum dialeto holandês-alemão , uma vasta rede de dialetos com dois padrões literários reconhecidos. Embora a inteligibilidade mútua entre o holandês padrão e o alemão padrão seja muito limitada, uma cadeia de dialetos os conecta. Devido a vários séculos de influência das línguas padrão (especialmente no norte da Alemanha, onde ainda hoje os dialetos originais lutam para sobreviver), agora há muitas quebras de inteligibilidade entre dialetos geograficamente adjacentes ao longo do continuum, mas no passado essas quebras eram praticamente inexistentes. 
As línguas românicas - galego / português, espanhol, siciliano, catalão, occitano/provençal, francês, sardo, romeno, romanche, friulano, outros italianos , franceses, dialetos ibero-românicos e outros - formam outro continuum bem conhecido, com graus variados de inteligibilidade mútua. 
Em ambas as áreas – o continuum linguístico germânico, o continuum linguístico românico – a noção relacional do termo dialeto é muitas vezes muito mal compreendida, e hoje dá origem a consideráveis dificuldades na implementação das diretivas da União Européia em relação ao apoio às línguas minoritárias. Talvez isso não seja mais evidente do que na Itália, onde ainda hoje parte da população usa sua língua local (dialeto 'dialeto') como principal meio de comunicação em casa e, em menor grau, no local de trabalho. As dificuldades surgem devido à confusão terminológica. As línguas convencionalmente referidas como dialetos italianos são línguas irmãs românicas do italiano, não variantes do italiano, que são comumente e apropriadamente chamadas de italiano regionale(«regional italiano»). O rótulo de dialeto italiano como convencionalmente usado é mais geopolítico em adequação de significado do que linguístico: bolonhês e napolitano, por exemplo, são chamados de dialetos italianos, mas se assemelham menos do que italiano e espanhol. Equívocos surgem se "dialeto italiano" é entendido como "dialeto do italiano" em vez de "língua minoritária falada em solo italiano", ou seja, parte da rede do continuum linguístico românico. A língua românica indígena de Veneza, por exemplo, é cognata do italiano, mas bastante distinta da língua nacional em fonologia, morfologia, sintaxe e léxico , e de forma alguma um derivado ou uma variedade da língua nacional. venezianopode-se dizer que é um dialeto italiano tanto geograficamente quanto tipologicamente, mas não é um dialeto do italiano. 

## Pluricentrismo
Uma linguagem pluricêntrica é uma única linguagem genética que possui duas ou mais formas padrão. Um exemplo é o Hindustani, que engloba duas variedades padrão, Urdu e Hindi . Outro exemplo é o norueguês, com o bokmål desenvolvido em estreita colaboração com o dinamarquês e o sueco, e o nynorsk como uma língua parcialmente reconstruída com base em dialetos antigos. Ambos são reconhecidos como línguas oficiais na Noruega. 
De certa forma, o conjunto de dialetos pode ser entendido como parte de um único sistema diacrônico, uma abstração da qual cada dialeto faz parte. Na fonologia generativa, as diferenças podem ser adquiridas por meio de regras. Um exemplo pode ser tomado com o occitano (um termo de cobertura para um conjunto de variedades relacionadas do sul da França) onde 'cavaL' (do latim caballus, cavalo) é a forma diassistêmica para muitas variantes. 
Essa abordagem conceitual pode ser usada em situações práticas. Por exemplo, quando tal diassistema é identificado, pode-se construir uma ortografia diafonêmica que enfatize as semelhanças entre as variedades. Tal objetivo pode ou não se encaixar nas preferências sociopolíticas. 

## A estrutura das linguagens (Distância e Expansão)
Um paradigma analítico desenvolvido por linguistas é conhecido como o A estrutura das linguagens absstand (distância) e ausbau (expansão). Ela provou ser popular entre os linguistas da Europa Continental, mas não é tão conhecido nos países de língua inglesa, especialmente entre pessoas que não são linguistas treinados. Embora seja apenas um dos muitos paradigmas possíveis, tem a vantagem de ser construído por linguistas treinados com o propósito específico de analisar e categorizar variedades de fala, e tem o mérito adicional de substituir palavras carregadas como "língua" e "dialeto" pelas Termos alemães de linguagem ausbau e absstand, palavras que (ainda) não estão carregadas de conotações políticas, culturais ou emocionais. 